# Sunset Boulevard (Los Angeles)

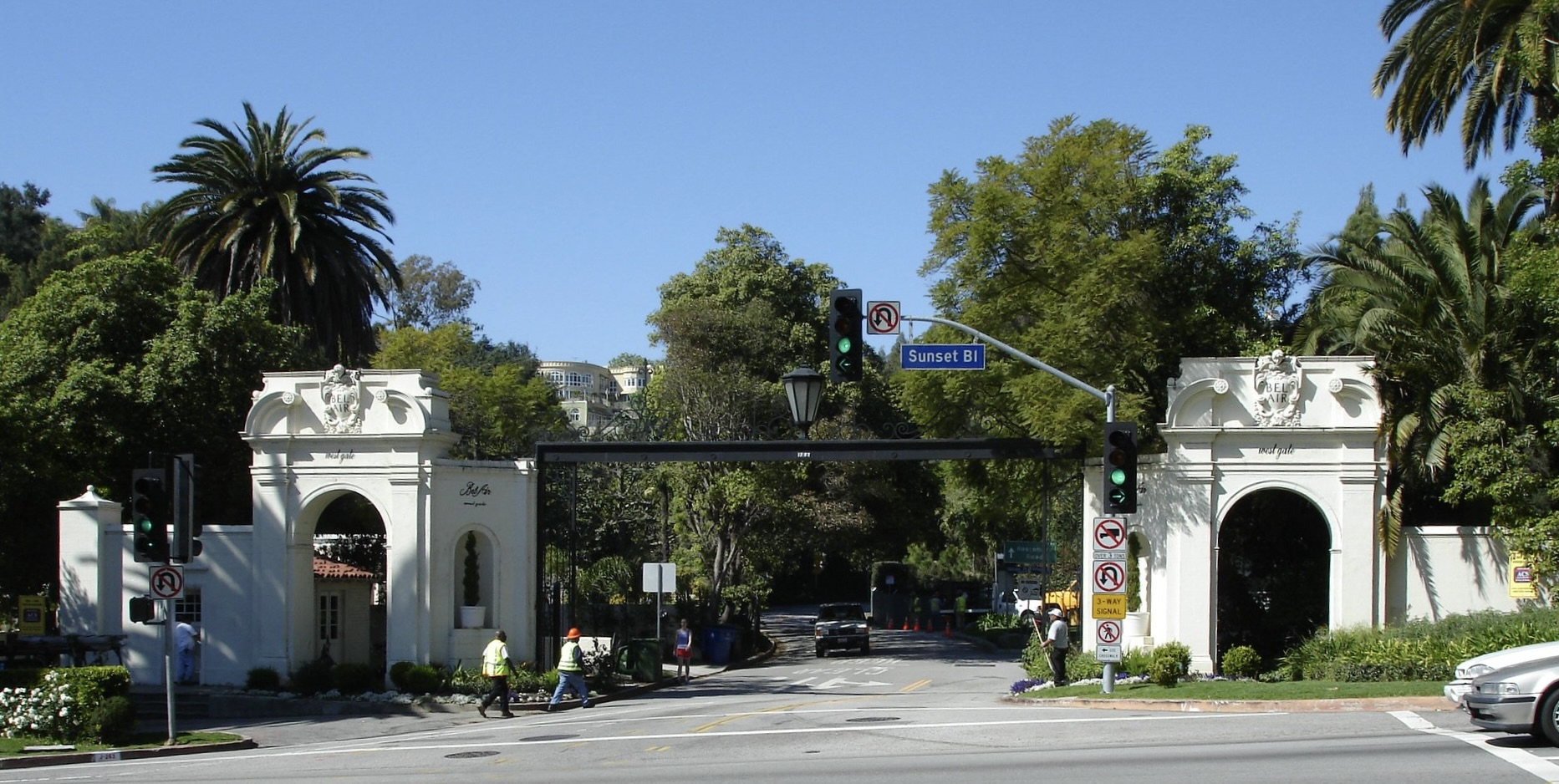
Sunset Boulevard ter hoogte van de West Gate van Bel Air.

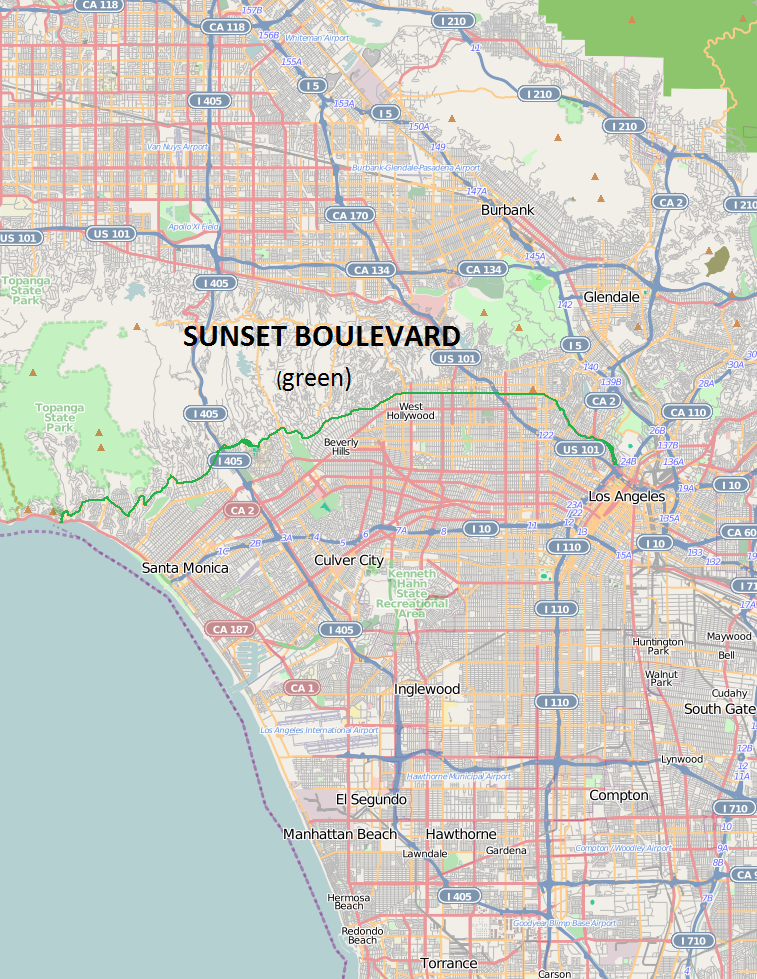
Sunset Boulevard (groen)

Sunset Boulevard is een ca. 35 km lange straat in het westen van Los Angeles, Californië, die loopt van Figueroa Street in downtown Los Angeles tot de Pacific Coast Highway aan de Grote Oceaan in Pacific Palisades.
Vanaf de jaren 70 van de 20e eeuw was de straat tussen Gardner Street en Western Avenue het werkterrein van nogal wat prostituees, na incidenten in 1995 zijn deze uit het straatbeeld verdwenen.
Tijdens de wildfires van januari 2025 werden grote delen van Sunset Boulevard, inclusief een aantal historische gebouwen, verwoest.